# Cao Vej
Vej (kitajsko 魏, pinjin Wèi), v zgodovinopisju znan kot Cao Vej (kitajsko 曹魏) ali Nekdanji Vej, je bila dinastična kitajska država in ena od treh velikih držav, ki so tekmovale za prevlado nad Kitajsko v obdobju treh kraljestev. Državo je leta 220 ustanovil Cao Pi (cesar Ven) na temeljih, ki jih je proti koncu dinastije Vzhodni Han položil njegov oče Cao Cao. Prestolnici cesarstva sta bili Šučang in nato Luojang. 
Ime Vej je bilo prvotno povezano s Cao Caom, ki ga je vlada Vzhodnega Hana leta 213 imenovala za vojvodo Veja. Ko se je Cao Pi leta 220 razglasil za cesarja, je ime postalo uradno ime države. Zgodovinarji imenu pogosto dodajajo predpono Cao, da bi državo razlikovali od drugih kitajskih držav, znanih kot Vej. 
Avtoriteta vladajoče družine Cao je dramatično oslabela po odstavitvi in usmrtitvi Cao Šuanga in njegovih bratov in sester. Prvi je bil eden od regentov Cao Fanga, tretjega cesarja Cao Veja. Državna oblast je po letu 249  postopoma prešla v roke Sima Jija, še enega regenta Cao Veja, in njegove družine. Zadnji cesarji Cao Veja so bili večinoma marionetni vladarji pod nadzorom regentove družine, dokler ni Sima Jijev vnuk Sima Jan prisilil zadnjega vladarja Veja  Cao Huana (cesar Juan), da se je odrekel prestolu in ustanovil dinastijo Zahodni Džin.  

## Zgodovina

### Začetki in ustanovitev
Proti koncu dinastije Vzhodni Han je severna Kitajska prišla pod oblast Cao Caoja, kanclerja cesarja Šjana, zadnjega vladarja Vzhodnega Hana. Leta 213 je cesar Šjan podelil Cao Caoju naziv "vojvoda Veja" (魏公) in mu prepustil deset mest. Njegovo ozemlje so poimenovali Vej. Južna Kitajska je bila takrat razdeljena na dva dela, ki sta jim vladala vojskovodji Liu Bej in Sun Čuan. Leta 216 je cesar Šjan povišal Cao Caoja v vazalnega kralja Veja. 
Cao Cao je umrl 15. marca 220. Njegov naslov vazalnega kralja  je podedoval njegov sin Cao Pi. Slednji je 11. decembra istega leta prisilil cesarja Šjana, da je odstopil v njegovo korist, in ustanovil državo Vej. Liu Bej se je nemudoma odzval na Cao Pijevo zahtevo po hanskem prestolu in se leto kasneje razglasil za cesarja Hana. Sun Čuan je bil nominalno vazalni kralj, podrejen Veju, vendar je leta 222 razglasil neodvisnost in se na koncu leta 229 razglasil za cesarja Vuja. 

### Vladavini Cao Pija in Cao Ruija
Cao Pi je vladal šest let do svoje smrti leta 226. Nasledil ga je njegov sin Cao Rui, ki je vladal do svoje smrti leta 239. Med njuno vladavino se je Vej vojskoval v številnih vojnah z rivalskima državama Šu in Vu. 
Med letoma 228 in 234 je  kancler in Šujev regent Džuge Liang vodil niz petih vojaških akcij na zahodni meji Veja (današnja Gansu in Šaanši), da bi osvojil strateško mesto Čangan na poti proti prestolnici Luojang. Vojske Veja so odbile napade Šuja pod vodstvi generalov  Cao Džena, Sima Jija, Džang Heja in drugih. Šu na pohodih ni dosegel pomembnih uspehov. 
Na svojih južnih in vzhodnih mejah se je Vej v 220. in 230. letih zapletel v vrsto oboroženih spopadov z Vujem, vključno z bitkami pri Dongkouju (222–223), Džjanglingu (223) in Šitingu (228). V večini bitk ni nobena stran uspela bistveno razširiti svojega ozemlja.

### Sima Jijeva ljaodonška kampanja
Potem ko Guančju Džjan ni uspel podjarmiti klana Gongsun iz poveljstva Liaodong, je Sima Ji kot veliki poveljnik po ukazu cesarja Cao Ruija junija 238 z vojsko 40.000 vojakov napadel Ljadong, ki je bil trdno v rokah Gonsunov. Po trimesečnem obleganju je z nekaj pomoči kraljestva Gogurjeo uspel zavzeti glavno mesto Šjangping in do konca konca septembra istega leta celo kraljestvo.

### Vojne Veja z Gogurjeom
Približno v tem času je korejsko kraljestvo Gogurjeo utrdilo svojo oblast in nadaljevalo osvajanje ozemelj na Korejskem polotoku, ki so bila pod kitajsko oblastjo.  Gogurjeo je leta 242 sprožil vojno proti Veju in s poskusom zavzetja kitajske utrdbe poskušal Kitajcem prekiniti dostop do njenih ozemelj v Koreji. Vej se je odzval s protinapadom in premagal Gogurjeo. V povračilnem napadu Vejevih sil leta 244 je bila uničena korejska gorska trdnjava Hvando. Napad je pognal korejskega kralja v beg in prekinil komunikacije med Gogurjeom in korejskimi plemeni, ki so tvorila velik del Gogurjeovega gospodarstva. Gogurjeo je postal majhna in nepomembna država, ki zatem pol stoletja ni bila omenjena v kitajskih zgodovinskih besedilih.

### Propad Veja
Leta 249 je med vladavino Cao Ruijevega naslednika Cao Fanga regent Sima Ji z državnim udarom prevzel oblast od svojega sovladarja Cao Šuanga. Ta dogodek je zaznamoval propad cesarske oblasti v Veju, saj je Cao Fang postal marionetni vladar pod trdno Sima Jijevo oblastjo. Vejski general Vang Ling se je poskušal upreti Sima Jiju, a so ga hitro obvladali in je naredil samomor. Sima Ji je umrl 7. septembra 251 in svojo oblast prenesel na svojega najstarejšega sina Sima Šija, ki je vladal kot regent. 
Sima Ši je leta 254 odstavil Cao Fanga, ker je načrtoval upor, in ga zamenjal s Cao Maom. Kot odgovor sta se uprla Guančju Džjan in Ven Čin, vendar je Sima Ši njun upor hitro zatrl. Sima Ši, ki je bil pred uporom operiran na očeh, je zaradi posledic operacije 23. marca 255 umrl, vendar je pred smrtjo regentstvo prenesel na svojega mlajšega brata Sima Džaoja. 
Leta 258 je Sima Džao zadušil upor Džuge Dana, kar je pomenilo konec tako imenovanih treh uporov v Šovčunu. Leta 260 je Cao Mao z državnim udarom poskušal prevzeti oblast od Sima Džaa, vendar ga je vojaški častnik Čeng Dži ubil. Po Cao Maovi smrti je bil kot peti vladar Veja ustoličen Cao Huan. Tudi on je bil le figura pod Sima Džaovo oblastjo, podobno kot njegov predhodnik. 
Leta 263 so vojske Veja pod vodstvom Džong Huija in Deng Aija osvojile Šu. Džong Hui in nekdanji Šujev general Džjang Vej sta se nato združila in načrtovala odstranitev Sima Džaa z oblasti. Ko se je razvedelo, da nameravata odstraniti tudi državne uradnike, so ti nameravali izvesti državni udar. Sima Džao je leta 263 končno sprejel devet daril in naziv vojvode Džina, Cao Huan pa mu je leta 264 podelil naziv kralja Džina. Sima Džao je 6. septembra 265 umrl in zadnji korak uzurpacije oblasti prepustil svojemu  najstarejšemu sini Sima Janu. 
4. februarja 266 je Sima Jan prisilil Cao Huana, da je abdiciral v njegovo korist in 8. februarja 266 zamenjal dinastijo Vej z dinastijo Džin.  Cao Huanu samemu je bilo prizaneseno. Umrl je leta 302.

## Vlada
Vladarski sistem v Veju je podedoval številne vidike iz dinastije Vzhodni Han. Cao Pi je med svojo  vladavino  ustanovil dva ločena vladna organa – Centralni inšpektorat in Mobilni cesarski sekretariat, s katerima naj bi zmanjšal avtoriteto Cesarskega sekretariata in utrdil moč centralne vlade. 
V tem času je minister Čen Čun razvil devetstopenjski sistem za imenovanje državnih uslužbencev, ki so ga sprejele tudi kasnejše dinastije, dokler ga ni nadomestil cesarski izpitni sistem v dinastiji Sui. 
Cao Pi je menil, da je dinastija Han propadla, ker so guvernerji različnih provinc dobili preveč moči in se izognili nadzoru centralne vlade. Pristojnosti guvernerja je zato zmanjšal na pristojnosti inšpektorja, ki je bil pristojen samo za civilne zadeve v svoji provinci.  Vojaške zadeve so bile v pristojnosti vojaškega osebja s sedežem v regionalnih uradih ali v prestolnici. 

## Kultura
V obdobju med dinastijama Vzhodni Han in Cao Vej sta se razvila slog kajšu kitajske kaligragije in slog džjanan kitajskega pesništva. Prvi znani mojster nove kaligrafije je bil Džong Jao, uradnik Veja. Prvi mojster novega pesništva je bil Cao Caov sin Cao Dži. 
V dinastiji Cao Vej so se že na začetku sprostile intelektualne omejitve, kar je vodilo do oblikovanja novih skupin intelektualcev, med njimi sedem modrecev iz bambusovega gaja. Intelektualne svoboščine so bile v dinastiji Džin ukinjene. Sima Ji je bil namreč povezan z ortodoksnim konfucijanstvom,  ki je te nove intelektualne skupine preziralo.

## Vladajoči razred
Po Knjigi Veja je družina Cao Caa izhajala iz družine Rumenega cesarja preko njegovega vnuka Džuanšuja.  Veji so bili istega rodu kot cesar Šun. Drugo poročilo pravi, da je družina Cao Caa izvirala iz cesarja Šuna. To mnenje je napadel Čjang Či, ki je trdil, da iz Šuna izvirajo samo tisti s priimkom Tjan, tisti s priimkom Cao pa ne. Trdil je tudi, da je družinsko ime cesarja Šuna Gui.

## Seznam vladarjev
| Tempeljsko ime | Posmrtno ime      | Priimek in osebno ime | Vladanje                                           | Ime obdobja in trajanje | Komentar                                                      |
| -------------- | ----------------- | --------------------- | -------------------------------------------------- | --- | ------------------------------------------------------------- |
| (N/A)          | Cesar Gao 高皇帝  | Cao Teng 曹騰         | (N/A)                                              | (N/A) | Posmrtno ime mu je podelil Cao Rui.                           |
| (N/A)          | Cesar Taj 太皇帝  | Cao Song 曹嵩         | (N/A)                                              | (N/A) | Posmrtno ime mu je podelil Cao Pi.                            |
| Tajdzu 太祖    | Cesar Vu 武皇帝   | Cao Cao 曹操          | 216–220                                            | (N/A) | Tempeljsko in posmrtno ime mu je podelil Cao Pi.              |
| Šidzu 世祖     | Cesar Ven 文皇帝  | Cao Pi 曹丕           | 220–226                                            | - Huangču 黃初 (220–226) |                                                               |
| Ljedzu 烈祖    | Cesar Ming 明皇帝 | Cao Rui 曹叡          | 227–239                                            | - Tajhe 太和 (227–233) - Činglong 青龍 (233–237) - Džiču 景初 (237–239)                                                               |                                                               |
| (N/A)          | Cao Fang 曹芳     | 240–249               | - Džengši 正始 (240–249) - Džjaping 嘉平 (249–254) | Cao Fang je po odstavitvi postal princ Čija (齊王). Pomrtno je v dinastiji Zahodni Džin dobil naslov Li, vojvoda Šaolinga (邵陵厲公). |                                                               |
| (N/A)          | (N/A)             | Cao Mao 曹髦          | 254–260                                            | - Džengjuan 正元 (254–256) - Ganlu 甘露 (256–260)                                                                                     | Cao Mao je po smrti dobil naslov vojvoda Gaoguija (高貴鄉公). |
| (N/A)          | Cesar Juan 元皇帝 | Cao Huan 曹奐         | 260–266                                            | - Džingjuan 景元 (260–264) - Šjanši 咸熙 (264–266)                                                                                    |                                                               |